# 仁安羌镇区
仁安羌鎮為緬甸馬圭省馬圭縣的鎮區。2014年人口134,227人，區域面積1,024.0平方公里。該鎮下分86個村莊。仁安羌為該鎮之首府。